# Meli Meli (Cheb Mami-album)
A Meli Meli című album az algériai származású Cheb Mami 1998-ban megjelent stúdióalbuma, melyről két dalt másoltak ki kislemezre.
A Parisien Du Nord című dalban a francia rapper K-Mel közreműködik.

## Megjelenések
CD  Virgin – 7243 8 47123 2 7
1. Meli Meli	3:30
2. Alache Alik	4:14
3. Bledi	3:19
4. Parisien Du Nord	4:34
5. Rani Maak El Youm	4:30
6. H'Rabti	3:51
7. Hada Ch'Hal	3:59
8. Hatachi	4:32
9. Bekatni	3:28
10. Cheikh	3:54
11. Azwaw 2	5:06
12. Parisien Du Nord	3:29
13. Marseillais Du Nord	3:49

## Slágerlista
| Slágerlista (1999)      | Legjobb helyezések |
| ----------------------- | ------------------ |
| French SNEP Album Chart | 28                 |